# ぼくは航空管制官シリーズ
『ぼくは航空管制官シリーズ』（ぼくはこうくうかんせいかんシリーズ）は、1998年9月から株式会社テクノブレインより順次発売されたWindows対応の日本初の航空管制シミュレーションソフトのシリーズである。通称・略称は『ぼく管シリーズ』（ぼくかんシリーズ）、『ぼく管』である。2015年現在、第4シリーズである『ぼくは航空管制官4』まで発表されている。
元々はPCゲームであったが、PlayStation版、PlayStation Portable版、ゲームボーイアドバンス版、携帯電話・PHS版、ニンテンドーDS版、ニンテンドー3DS版、iOS版など派生ソフトも生まれている。日本国外への移植も行われており、北アメリカ・ヨーロッパ向けに英語版の『I Am An Air Traffic Controller』や『Air Traffic Chaos』がリリースされているほか、台湾向けには中国語版の『夢幻飛機場』が発表されている。

## 概要
それまでの航空業界を題材としたシミュレーションゲームは、航空機の操縦を目的としたゲームや、航空会社を題材とした経営シミュレーションゲームなどがあった。前者は飛行機の操縦、後者は航空業界をメインとしていたのに対して、『ぼくは航空管制官シリーズ』では航空交通管制をメインとしたところが最大の特徴である。プレイヤーは航空管制官となって、航空機の飛行・離着陸・地上移動について指示を行う。2025年までにPC版のみでシリーズ累計約20万本の売上を記録している。
一般に、フライトシミュレーションなどの航空系のゲームは多くの専門知識を要求し、操作も高度な技術を要することが多い。さらに航空英語のNATOフォネティックコードなど無線交信の知識も要求される。しかし、本ゲームは『お子さんから年配者まで、幅広い年齢層の方にお楽しみいただける、ちょっぴり知的な頭脳ゲームです』と銘打たれており、簡単な操作で気軽にプレイできる工夫がなされている（一部キーボードのショートカット機能を利用することも可能だが、基本的にマウス操作でゲームは完結する）。簡単な操作性に加えて、ゲーム初心者・航空初心者向けのチュートリアルも用意されており、ゲームをはじめるにあたって航空に関する知識はほとんど不要である。このように初心者向けに多くの配慮がなされているが、航空の知識をもつ中級者・上級者も楽しむことができ、プロフェッショナルのパイロットや航空管制官、あるいは、それらを目指す人々にも、このゲームの愛好家がいるという。テクノブレインでは後に航空管制官の訓練に使用するシミュレータ『ULANS（ウラノス）』を開発し、国土交通省に納入している。
ゲームのジャンルは航空管制シミュレーションである（初期作品はシミュレーター色は強くなかったが、後期の作品では現実を忠実に再現するシミュレーターの要素も強い）。一方で、航空機を配する工夫に知恵を絞るパズル風シミュレータとしての特徴もあわせもっている。

## 開発

### スタッフ
- 芦達剛 - シリーズを通じての統括プロデューサー。『ぼく管』の生みの親である[17]。テクノブレイン代表取締役[18]。
- 須田あきら - ミュージシャン。シリーズを通じて、BGM・主題歌（「四次元の世界へ」他）を担当[17][19]。本シリーズ以外では、『みんなのうた』の「いたずラッコ」[20]や「なっとうダ!」[21]の作詞・作曲を手がけていることで知られる人物である。
- 上野耕治 - コンポーザー。『ぼくは航空管制官3』のBGMを担当[22]。
- セプテンバー - RieとQoonieの音楽ユニット。『ぼくは航空管制官3』の主題歌「All For Love」を担当。[23][24]
- なにわ? - 漫画家。『ぼくは航空管制官2』のチュートリアルにおいて、プレイヤーをナビゲートするキャラクターのキャラクターデザインを担当した[25]。ぼくは航空管制官2が発売された時期には、販促も兼ねた漫画『虹色エアライン』も連載していた[26]。『ぼくは航空管制官シリーズ』の他にも、同社の『休日は飛行機に乗って。『JAS虹の翼』』などのキャラクターデザインも担当した[27]。
- 中村公子 - 声優。『ぼくは航空管制官2 かごしま離島管制』の霧島桜を担当。
- 安國愛菜 - 声優。『ぼくは航空管制官2 新千歳SnowScape』の葛城麻耶を担当。[28]
- 帆足桃子 - 声優。『ぼくは航空管制官2 成田ゲートオブジャパン』の畑中美奈都を担当。[29]
- 鳥羽月子 - 声優。『ぼくは航空管制官2』のCAを担当。
- 寺谷美香 - 声優。『ぼくは航空管制官2』に出演。
- 三宅亜依 - 声優。『東京ビッグウイング』に出演。[30]
- 夏水erico - 声優。『ぼくは航空管制官3』のCAを担当。[31]
- 瀧セージ - 声優。『ぼくは航空管制官3』『ぼくは航空管制官4』の海外エアラインのパイロットATC（英語）を担当。
- 上田琴美 - 声優。『ぼくは航空管制官4 那覇』のCA／現場キャスターを担当。[32]
- 航空交通管制協会 - 監修。[1]
- 多数の航空会社 - 協力（ゲームに実在の航空会社を登場させるため）。日本航空・全日本空輸をはじめ多数の企業が協力している。

### 開発の経緯

#### ぼくは航空管制官1
1990年代、『ぼくは航空管制官シリーズ』を開発するようになるまでは、テクノブレインはPCソフトの外注をしていた。当時は、不況の影響で先行きが不透明になる中、芦達剛（代表取締役）らは新しいビジネスモデルを模索していた。そのころ、社員を率いて大阪国際空港へ飛行機を見に行くことがあったという。受注が途絶え倒産寸前の中「最後に完全オリジナルのゲームを作りたい」との思いの中で大阪空港の土手に出かけた際、『飛行機は眺めているだけでも楽しい』と感じた芦達は、『飛行機を眺めるソフト』を創ろうと思いいたった。ただ飛行機を眺めるというだけの商品では芸がないので、ある社員が「飛行機は全部管理されている」と言ったことをきっかけにパズルゲームとして航空交通管制の要素を加えることにしたという。しかし、当時のテクノブレインのソフト開発は外注専門で、自社製品を創るノウハウはまだなかった。そんな会社が自社製品を売り出すことはリスクを抱えることになるが、議論の末、初代『ぼくは航空管制官』の制作にのりだすことになった。
当初、テクノブレイン社内に航空交通管制の専門知識はほとんどなく、運輸省に取材を申し込むも受け入れられず航空業界のつてを辿り一般財団法人航空交通管制協会に監修をしてもらえることになった。管制協会側もパイロットばかりが注目される風潮の中で航空管制官の存在を広めたい思いがあり監修が引き受けられ、空港などにも足しげく通い、取材を重ねた（プレ取材の段階では、特に空港側にアポイントメントを取らずに行くこともあった上、飛行機ではなく建物の写真を重点的に撮影していたため、警察官に職務質問されることもあったという）。取材にあたっては、地元航空ファンから、その空港のマニアックな詳細な情報を仕入れたという。その後、正式に空港事務所に取材に行き、詳細を詰める作業を行った。こうして得た情報を基に開発が進められることになった。
開発にあたっては、当時の芦達はDirectXの詳細な仕組みまでは理解が及んでいなかったという。そこで、DirectXについて勉強に勉強を重ね、ついにはそれを凌駕する自前のライブラリを作り上げるまでになった。結果、グラフィックスからサウンド、オーサリングに至るまで、ほとんどテクノブレインの独自規格が作られたという。こうして、初代『ぼくは航空管制官』は世に出ることになった。
初代『ぼくは航空管制官』は当初3000本を生産し航空専門雑誌に広告を掲載し口コミで評判が広がり初回生産分は短期に売切れ増産を行い、好調な売り上げを記録し、以後、同社の目玉商品となった。

#### ぼくは航空管制官2
『ぼくは航空管制官2』（2001年10月18日発売）の開発では、ちょうどアメリカ同時多発テロ事件（同年9月11日）に時期が重なった。当時、テクノブレインではエアラインとの重要なやりとりを行う時期であったが、エアライン側はそれどころではない事態に陥っていた。ゲームに実在のエアラインを登場させる上で必要な使用許可も危ぶまれていたようだが、忙しい合間を縫って全日本空輸（ANA）の担当者が『（テロで大変なこのようなときにこそ）こういうソフトが必要だ』と芦達に伝え、ゴーサインを出したという。のちになって、『ぼく管』は一介のゲームソフトではなく『航空業界の信頼』を背負うことになったのだ、と芦達は語っている。こうして、アメリカ同時多発テロ事件の約1ヶ月後の10月18日に『ぼくは航空管制官2 東京ビッグウィングA』はリリースされた。

## シリーズ
- ぼくは航空管制官 - 1998年発売。2Dグラフィックの空港の俯瞰図上をドット絵の航空機が動くものであった。
- ぼくは航空管制官2 - 2001年発売。空港と航空機のモデルが3Dグラフィックにバージョンアップした。空港・航空機とも大幅なデフォルメが加えられていた。
- ぼくは航空管制官3 - 2008年発売。前作のぼく管2よりさらにリアリティを追求した。空港・航空機ともにデフォルメを極力廃して、実物のスケールに近づけた3Dモデルにバージョンアップした。
- ぼくは航空管制官4 - 2015年9月17日発売。空港・航空機ともにほぼ実物同様のスケールとなり、時間経過も現実通りとなった。

## ゲームのシステム
『ぼくは航空管制官シリーズ』に共通のルールは、おおむね以下のとおりである。
- ゲームを開始すると、航空管制官であるプレイヤーに各航空機のパイロットから運航の要求が次々と入ってくる。プレイヤーはそれに対応して、航空機に運航許可を与える。フライトについての天候状況などの必要な情報も伝えられる。
- 視点変更が可能であり、様々な視点(管制塔、ターミナルなど)から飛行機を見られる。
- プレイヤーの出した運航許可に従って航空機は運行を開始する。順調にフライトが進行すれば、得点が加算される。
- 通常の航空機の運航以外にも、様々なイベント（曲技飛行や事故・トラブルなど）が発生し、それらに正しく対処できれば、さらに得点が加算される。
- パイロットの要求に長時間応えないなどすると、パイロットのストレス（を数値化したもの・不満度）がたまっていく。ためてしまったストレスの値に応じて、ゲーム終了時に総得点が引かれてしまう。
- ゲーム内で規定された一定時間が経過した時点でゲーム終了となり、その時点で総得点が一定以上あれば、ゲームクリアとなる。（得点が不足した場合は時間切れが宣告され、ゲームオーバーとなる。）
- ただし、ゲーム中に以下に示す事態が発生すると、即座にゲームオーバーとなる。
  - ストレスフル - パイロットのストレスの累計値が一定以上にたまってしまうこと。
  - ヘッドオン - 地上の航空機の前方を塞いでしまうこと[35]。
  - ニアミス - 滑走路上・上空で航空機同士が異常接近してしまうこと。

以下に、ゲームに登場する一般的な旅客機の出発・到着便の流れを示す。ただし、有視界飛行（計器などに頼らない目視での運行）をする航空機や軍用機などはこの限りではない。

また、本来の航空管制は、以下の担当毎にわかれて管制を行うが、当ゲームシリーズでは、プレイヤーは担当に関係なく、ほぼ全て(一部例外はあるものの）の航空管制を担当させられる。

### 出発便
デリバリー

出発を控えた航空機は、まずデリバリーと呼ばれる管制の部門に無線で連絡を取り、出発の許可を求める。実際の航空管制では非常に複雑なやりとり（出発経路や無線の設定、飛行高度の通達など）がなされるのであるが、ぼく管では「出発許可」のボタンひとつを押すだけで済む。出発許可を航空機に与えたら、次の部門であるグランド（もしくはランプ）にハンドオフ（管制セクションの引き継ぎ）を行う。

ランプ（成田空港が舞台の作品のみ）
ランプは、空港の地上（駐機場付近のみ）の交通を管理するセクションである。離陸滑走路の指定、プッシュバック許可、地上走行許可などを与える。尚、地上走行を始めた後、駐機場付近の誘導路から離れる前にグランドにハンドオフする。詳細はグランドの項を参照されたい。
グランド

グランドは空港の地上の交通を管理するセクションである。グランドでは、地上の航空機を滑走路の端まで誘導する。航空機は自力で後退できないので、まずは、トーイングカーでプッシュバックを行って、航空機を駐機場から出す必要がある。このときもグランドの許可が必要である。プッシュバックの際、航空機がどの滑走路を使うのかを決めることになる。航空機が離着陸するときは、基本的に風に向かうようにさせる必要がある。ゲーム画面に表示される風向きを見ながら、選択肢のなかから適切な滑走路を選んでやる必要がある。プッシュバックが終わると、グランドは次に滑走路までの地上走行の許可を与える。グランドの指示通りに航空機が滑走路の近くまできたら、次はタワーにハンドオフを行う。
タワー

タワーは、滑走路とその周辺の上空を管理する。離陸・着陸の許可を与えるのもタワーである。タワーは滑走路の端で待機する航空機に、滑走路周辺の安全を確認した上で離陸許可を与える。許可を得た航空機は、滑走路に入り、離陸を行う。前述のとおり、離陸は向かい風で行うのが推奨されているが、追い風でも強引に離陸させることもできる。ただし追い風離陸の場合は、パイロットのストレスが発生し、減点となる。航空機が安定して上昇を始めたら、次にディパーチャーにハンドオフを行う。
ディパーチャー

ディパーチャーでは、出発した航空機が安全に空港周辺から離れられるように誘導を行う。こちらも、現実の航空管制では複雑なやりとり（高度や方向などの詳細な指示）がなされるのであるが、ぼく管ではボタンを押すだけである。
航空機が、ゲームの舞台である空港周辺から離れたら、ディパーチャーからコントロールへハンドオフを行い、プレイヤーの仕事は完了である。

### 到着便
アプローチ

アプローチは空港に接近する航空機を管理する部門である。空港への着陸を求める航空機はアプローチの指示に従い、滑走路を目指す。現実の航空管制では、滑走路への進入コースを選び、高度・方角・速度を詳細に指示して、航空機が安全に空港に接近できるように誘導する。ぼく管では、基本的に2～3の選択肢のなかから選んで、ボタンを押すだけである。アプローチでは、航空機がどの滑走路に降りるかを決める。離陸と同様に、ゲーム画面に表示される風向きを見ながら、向かい風となる滑走路を選択する。航空機を滑走路への最終の着陸進入コースまで導いたら、タワーにハンドオフを行う。
タワー

タワーは、滑走路への最終の着陸態勢をとる航空機に着陸許可を与える。離陸の場合と同様に、滑走路周辺の安全を確認した上で着陸許可を与える。他の航空機が滑走路にいるなどの理由で、安全に着陸できないときは、着陸のやり直しを指示することもできる。離陸と同様に、着陸も向かい風の条件が推奨される。追い風であっても着陸の許可を出す事自体はできるが、パイロットが自主的に判断して、着陸のやり直しをすることになる。その場合は、パイロットのストレスが発生するばかりでなく、再度着陸をやり直すので、その時間の分だけフライトに遅延が発生する。航空機が無事に着陸して、滑走路の外に脱出したら、グランドにハンドオフを行う。
グランド

グランドは、到着機を駐機場まで誘導する。空いている駐機場へと、航空機に地上走行の許可を与える。ここでも、ゲームでは、選択肢のなかから選んで、ボタンを押すだけである。尚、成田空港が舞台の作品のみ、駐機場付近に近づいたらランプにハンドオフする。

ランプ（成田空港が舞台の作品のみ）
ランプは、駐機場付近の誘導路内で一時停止や走行再開の指示を行う。ただし、一時停止などの指示を行うのは駐機場付近が混んでいる場合などに限られており、グランドから引き継いだ後は、ほとんど指示をする必要はない。
航空機が駐機場に到着したら、その航空機の運行は終了となる。

## その他

### 架空の航空会社

#### テクノエア
ぼくは航空管制官2以降のシリーズを通して登場する、お馴染みの架空の航空会社。ゲーム中において、ステージによっては機体などにトラブルが発生する場合があるが、ゲーム中とはいえ実在の航空会社に深刻なトラブルを発生させることを避けるため、このテクノエアがシナリオ上のトラブルを発生させる役割を担っている。これまでに、テクノエアは大小様々なトラブルを起こしているものの、機体を全損したり、死傷者を出したりするような大事故は起こしていない。ぼくは航空管制官3 大阪パラレルコンタクトに特に多く登場している。また、携帯機版では同じポジションに当たる架空の航空会社としてエアソニックが登場している（AirSonic、携帯機版開発のソニックパワード社より）。
ただ、最近では制作に当たって許諾を得られなかった航空会社の代用として、トラブルなしで登場することもあり、ぼくは航空管制官3 成田ワールドウィングスでは、一度も事故やトラブルを起こさなかった。その理由は、全日本空輸が登場できなかったことから、その代用であるためである。
テクノエア（TechnoAir）は略称・愛称、コールサインであり、正式名称はTechnobrain Airlinesである（航空会社コードはTBA）。航空事業者としてのテクノエアは、DHC-8のような小型機からボーイング747のような大型機、ボーイング727Fを中心とした貨物機、飛行船、コンコルド、ドリームリフター、果てはF/A-18Eなどといった戦闘機まで保有している。路線は日本国内の長距離・短距離路線から国際線までと幅広く就航しているという設定になっている。ノーマルカラー（ホワイトとライトブルー）、”エコボン”さながらのグリーン塗装、ましてやゴールド塗装機まである。
テクノエア以外にも、海外版や特定の航空会社の協力のみで制作された作品では、実在の航空会社を元にした架空の航空会社が登場する場合もある。
| 便番号 | 就航区間（発-着）     | 機種      | 備考 |
| ------ | --------------------- | --------- | --- |
| 96     | 羽田-女満別           | A300      | 東京ビッグウィングAに登場。6:10発のダイヤが組まれている。 |
| 326    | 羽田-帯広             | DC-10     | 東京ビッグウィングAに登場。11:38発のダイヤが組まれている。 |
| 662    | 伊丹-福岡             | 747-400   | 福岡オリエンタルウイングスに登場。12:40着のダイヤが組まれている。 |
| 153    | 福岡-伊丹             | DHC8-400  | 大阪インターシティエアポートに登場。16:00着のダイヤが組まれている。青を基調とする配色のテクノエアの機材にあって珍しく、なぜか金色の塗装がなされている。                                                                      |
| 2007   | 関空-アンカレッジ     | 727F      | 関西ブライトリーパスに登場。8:36発のダイヤが組まれている。 |
| 2232   | 那覇-福岡             | A300F     | 沖縄ブルーコリドーのファンステージに登場。10:05発のダイヤが組まれている。登録番号はJA5963。A300の貨物機は旅客型とほぼ同じ塗装だが、ポリッシュドスキンになっておりエンジンカバーが橙色になっている。                          |
| 8864   | 関空-那覇             | A300F     | 沖縄ブルーコリドーのファンステージに登場。13:05着のダイヤが組まれている。登録番号は同じくJA5963。 |
| 1998   | 遊覧飛行              | F/A-18E   | 沖縄ブルーコリドーのファンステージに登場。13:10発の飛行計画が組まれている。登録番号はJA3396。 |
| 9696   | 那覇-羽田             | 747-100   | 沖縄ブルーコリドーのファンステージに登場。13:30発の飛行計画が組まれている。黒一色に「デクノ省」の塗装で、NASAのスペースシャトル輸送機を模した機体で、スペースシャトルの代わりにA300Fの胴体を搭載している。登録番号はJA4649。 |
| 305    | 伊丹-羽田             | 737-500   | 大阪パラレルコンタクトに登場。移動のみで出発はしない。登録番号はJA600I。 |
| 270    | 伊丹-三沢             | A300-600  | 大阪パラレルコンタクトに登場。10:05発のダイヤが組まれている。登録番号はJA8080。 |
| 441    | 伊丹-長崎             | A300-600  | 大阪パラレルコンタクトに登場。10:15発のダイヤが組まれている。登録番号はJA8086。 |
| 8210   | 松本-伊丹             | 737-500   | 大阪パラレルコンタクトに登場。11:10着のダイヤが組まれている。登録番号はJA2413。 |
| 1002   | 新千歳-伊丹           | 777-300   | 大阪パラレルコンタクトに登場。12:20着のダイヤが組まれている。登録番号はJA386I。 |
| 829    | 伊丹-羽田             | A300-600  | 大阪パラレルコンタクトに登場。11:45発のダイヤが組まれている。登録番号はJA8080。 |
| 12     | 福岡-伊丹             | 777-300   | 大阪パラレルコンタクトに登場。14:25着のダイヤが組まれている。登録番号はJA286I。テクノエアは通常青色系だが、この機体は珍しく緑色ベースの塗装となっている。                                                                    |
| 5073   | 伊丹-隠岐             | DHC8-400  | 大阪パラレルコンタクトに登場。13:55発のダイヤが組まれている。登録番号はJA2413。 |
| 7065   | 但馬-伊丹             | DHC8-400  | 大阪パラレルコンタクトに登場。15:00着のダイヤが組まれている。登録番号はJA3526。153便と同じく金色の塗装だが細部が異なる。 |
| 523    | 伊丹-宮崎             | A300-600  | 大阪パラレルコンタクトに登場。16:20発のダイヤが組まれている。登録番号はJA8086。 |
| 296    | 伊丹-鹿児島           | A300-600  | 大阪パラレルコンタクトに登場。16:45発のダイヤが組まれている。登録番号はJA8080。 |
| 1102   | 奄美-伊丹             | 737-500   | 大阪パラレルコンタクトに登場。18:40着のダイヤが組まれている。登録番号はJA600I。 |
| 765    | 羽田-伊丹             | 777-300   | 大阪パラレルコンタクトに登場。18:40着のダイヤが組まれている。登録番号はJA386I。 |
|        | 遊覧飛行              | セスナ172 | 仙台エアマンシップに登場。8:30発、11:23発の飛行計画が組まれている。登録番号はJA77TB。 |
|        | 遊覧飛行              | セスナ172 | 仙台エアマンシップに登場。11:06発の飛行計画が組まれている。登録番号はJA78TB。 |
| 162    | 新千歳-稚内           | 737-500   | 新千歳スノーイングデイのAirShopステージに登場。11:15発のダイヤが組まれている。登録記号はJA600I。 |
| 263    | 新千歳-松本           | 737-500   | 新千歳スノーイングデイのAirShopステージに登場。11:15発のダイヤが組まれている。登録記号はJA800I。 |
| 76     | 新千歳-富山           | 777-300   | 新千歳スノーイングデイのAirShopステージに登場。11:20発のダイヤが組まれている。登録記号はJA486I。 |
| 761    | 新千歳-広島           | 777-300   | 新千歳スノーイングデイのAirShopステージに登場。11:20発のダイヤが組まれている。登録記号はJA586I。 |
|        | 羽田-新千歳           | 747-400   | ゲームのステージではなく、チュートリアルに登場。 |
| 110    | アンカレッジ-羽田     | 747-400F  | 東京ドリームゲートウェイに登場。9:20着のダイヤが組まれている。登録番号はJA01TB。 |
| 125    | 羽田-香港             | 747-400F  | 東京ドリームゲートウェイに登場。16:35発のダイヤが組まれている。登録番号はJA02TB。 |
| 119    | アンカレッジ-羽田     | 747-400F  | 東京ドリームゲートウェイに登場。17:50着のダイヤが組まれている。登録番号はJA01TB。 |
| 9001   | シアトル-羽田         | 787-8     | ぼくは航空管制官4羽田のAirShopステージに登場。09:25着のダイヤが組まれている。 |
| 9002   | シアトル-羽田         | 787-8     | ぼくは航空管制官4羽田のAirShopステージに登場。09:25着のダイヤが組まれている。この機体は珍しく紫色の塗装となっている。 |
| 9003   | シアトル-羽田         | 787-8     | ぼくは航空管制官4羽田のAirShopステージに登場。09:35着のダイヤが組まれている。この機体は珍しく橙色の塗装となっている。 |
| 6550   | パリ-関空             | 787-8     | ぼくは航空管制官4関空のAirShopステージに登場。09:05着のダイヤが組まれている。登録番号はJA7882。 |
| 6044   | 上海/浦東-関空        | 787-8     | ぼくは航空管制官4関空のAirShopステージに登場。09:10着のダイヤが組まれている。登録番号はJA7889。この機体は珍しく橙色の塗装となっている。                                                                                      |
| 9429   | アンカレッジ-関空     | 767-300F  | ぼくは航空管制官4関空に登場。08:20着のダイヤが組まれている。本作以降のテクノエアの貨物機は濃い青色を基調とした塗装となっている。                                                                                             |
| 6546   | パリ-関空             | 787-8     | ぼくは航空管制官4関空に登場。12:25着のダイヤが組まれている。 |
| 1716   | 那覇-伊丹             | 787-8     | ぼくは航空管制官4関空に登場。13:15着のダイヤが組まれている。 |
| 9525   | 関空-上海/浦東        | 767-300F  | ぼくは航空管制官4関空に登場。23:35発のダイヤが組まれている。 |
| 9540   | 上海/浦東-関空        | 767-300F  | ぼくは航空管制官4関空に登場。14:15着のダイヤが組まれている。 |
| 1715   | 伊丹-那覇             | 787-8     | ぼくは航空管制官4関空に登場。13:55発のダイヤが組まれている。 |
| 6395   | 関空-ドバイ           | 787-8     | ぼくは航空管制官4関空に登場。14:30発のダイヤが組まれている。 |
| 9443   | 関空-成田             | 767-300F  | ぼくは航空管制官4関空に登場。17:50発のダイヤが組まれている。 |
| 1578   | 那覇-伊丹             | 787-8     | ぼくは航空管制官4関空に登場。20:45着のダイヤが組まれている。登録番号はJA7880。 |
| 6710   | 福岡-マニラ           | 787-8     | ぼくは航空管制官4福岡に登場。18:55発のダイヤが組まれている。登録番号はJA7887。 |
| 7445   | 福岡-釜山             | 737-800   | ぼくは航空管制官4福岡に登場。20:25発のダイヤが組まれている。 |
| 6641   | 福岡-上海/浦東        | 737-800   | ぼくは航空管制官4福岡に登場。10:10発のダイヤが組まれている。登録番号はJA7380。 |
| 6758   | 北京-福岡             | 787-8     | ぼくは航空管制官4福岡に登場。12:25着のダイヤが組まれている。登録番号はJA788H。 |
| 1101   | 名古屋-福岡           | 737-800   | ぼくは航空管制官4福岡に登場。11:20着のダイヤが組まれている。登録番号はJA7386。 |
| 1891   | 福岡-小松             | 737-800   | ぼくは航空管制官4福岡に登場。08:05発のダイヤが組まれている。登録番号はJA7380。 |
| 6726   | 釜山-福岡             | A320-200  | ぼくは航空管制官4にチャレンジに登場。13:20着のダイヤが組まれている。テクノエアのA320-200は尾翼とエンジンカバーが濃い緑色になっている。                                                                                       |
|        |                       | A330-300  | ぼくは航空管制官4にチャレンジに登場。移動のみで出発はしない。テクノエアのA330-300は橙色に水色の細帯が特徴である。 |
| 1958   | 沖縄-福岡             | 787-8     | ぼくは航空管制官4にチャレンジに登場。18:15着のダイヤが組まれている。 |
| 2135   | 福岡-対馬             | ATR42-600 | ぼくは航空管制官4にチャレンジに登場。17:55発のダイヤが組まれている。テクノエアのATR42-600は日本エアコミューター導入機のように草木が描かれている。                                                                            |
| 1932   | 宮崎-福岡             | 737-800   | ぼくは航空管制官4にチャレンジに登場。18:20着のダイヤが組まれている。 |
| 6651   | 福岡-上海/浦東        | A330-300  | ぼくは航空管制官4にチャレンジに登場。18:05発のダイヤが組まれている。 |
| 2107   | 福岡-天草             | ATR42-600 | ぼくは航空管制官4にチャレンジに登場。09:50発のダイヤが組まれている。 |
| 7213   | 福岡-グアム           | 787-8     | ぼくは航空管制官4にチャレンジに登場。10:05発のダイヤが組まれている。登録番号はJA788F。この機体は珍しく紫色の塗装となっている。                                                                                               |
| 6884   | 武漢-福岡             | 787-8     | ぼくは航空管制官4にチャレンジに登場。10:35着のダイヤが組まれている。この機体は珍しく橙色の塗装となっている。 |
| 2156   | フランクフルト-羽田   | 747-400   | ぼくは航空管制官4羽田2に登場。07:35着のダイヤが組まれている。ぼくは航空管制官4に登場するテクノエアの747-400は全て通常の水色ではなく濃い青色と白色になっている。                                                              |
| 2047   | 羽田-シドニー         | 747-400   | ぼくは航空管制官4羽田2に登場。21:15発のダイヤが組まれている。 |
| 2116   | トロント-羽田         | 787-8     | ぼくは航空管制官4羽田2に登場。15:15着のダイヤが組まれている。 |
| 36     | シドニー-羽田         | 747-400   | ぼくは航空管制官4羽田2に登場。15:30着のダイヤが組まれている。 |
| 2154   | フランクフルト-羽田   | 787-8     | ぼくは航空管制官4羽田2に登場。07:05着のダイヤが組まれている。 |
| 2018   | クアラルンプール-羽田 | 787-8     | ぼくは航空管制官4羽田2に登場。14:25着のダイヤが組まれている。 |
| 2176   | ホノルル-羽田         | 747-400   | ぼくは航空管制官4羽田2に登場。14:40着のダイヤが組まれている。 |
| 2171   | 羽田-ホノルル         | 747-400   | ぼくは航空管制官4羽田2に登場。23:10発のダイヤが組まれている。 |
| 2006   | オークランド-羽田     | 747-400   | ぼくは航空管制官4羽田2に登場。23:40着のダイヤが組まれている。 |
| 2120   | トロント-羽田         | 747-400   | ぼくは航空管制官4羽田2に登場。23:40着のダイヤが組まれている。 |
| 8954   | 成田-羽田             | 787-8     | ぼくは航空管制官4羽田2に登場。23:48着の飛行計画が組まれている。フェリー便で客扱いは行っていない。 |
| 2138   | パリ-羽田             | 787-8     | ぼくは航空管制官4羽田2に登場。23:50着のダイヤが組まれている。 |
| 8615   | 名古屋-香港           | 767-300F  | ぼくは航空管制官4セントレアに登場。14:07発のダイヤが組まれている。 |
| 2315   | 名古屋-仁川           | 737-800   | ぼくは航空管制官4セントレアに登場。09:05発のダイヤが組まれている。 |
| 2376   | フランクフルト-名古屋 | 747-400   | ぼくは航空管制官4セントレアに登場。08:15着のダイヤが組まれている。 |
|        |                       | 787-8     | ぼくは航空管制官4セントレアに登場。移動のみで出発はしない。 |
| 2331   | 名古屋-上海/浦東      | 737-800   | ぼくは航空管制官4セントレアに登場。15:10発のダイヤが組まれている。 |
| 2353   | 名古屋-デトロイト     | 747-400   | ぼくは航空管制官4セントレアに登場。15:25発、18:20発のダイヤが組まれている。 |
| 8632   | タッチアンドゴー訓練  | 787-8     | ぼくは航空管制官4セントレアに登場。12:00で訓練終了の飛行計画が組まれている。登録番号はJA788F。 |
| 2324   | 北京-名古屋           | A330-300  | ぼくは航空管制官4セントレアに登場。18:10着のダイヤが組まれている。登録番号はJA3388。 |
| 2301   | 名古屋-マニラ         | 787-8     | ぼくは航空管制官4セントレアに登場。19:05発のダイヤが組まれている。 |
| 2334   | 上海/浦東-名古屋      | 737-800   | ぼくは航空管制官4セントレア、ぼくは航空管制官4セントレアエクステンドシナリオ1に登場。16:35着、16:25着のダイヤが組まれている。                                                                                                |
| 2241   | 羽田-香港             | 737-800   | ぼくは航空管制官4羽田2エクステンドシナリオ1に登場。07:10発のダイヤが組まれている。登録番号はJA738X。 |
| 2132   | パリ-羽田             | 787-8     | ぼくは航空管制官4羽田2エクステンドシナリオ1に登場。07:50着のダイヤが組まれている。 |
| 2134   | パリ-羽田             | 787-8     | ぼくは航空管制官4羽田2エクステンドシナリオ1に登場。08:20着のダイヤが組まれている。 |
| 2348   | ホノルル-名古屋       | 747-400   | ぼくは航空管制官4セントレアエクステンドシナリオ1に登場。14:20着のダイヤが組まれている。 |
| 8618   | 香港-名古屋           | 767-300F  | ぼくは航空管制官4セントレアエクステンドシナリオ1に登場。14:20着のダイヤが組まれている。 |
| 2372   | フランクフルト-名古屋 | 747-400   | ぼくは航空管制官4セントレアエクステンドシナリオ1に登場。14:35着のダイヤが組まれている。 |
| 2401   | 名古屋-ハノイ         | 737-800   | ぼくは航空管制官4セントレアエクステンドシナリオ1に登場。10:05発のダイヤが組まれている。 |
| 8774   | 成田-名古屋           | 767-300F  | ぼくは航空管制官4セントレアエクステンドシナリオ1に登場。10:18着のダイヤが組まれている。 |
| 201    | 名古屋-仙台           | 737-800   | ぼくは航空管制官4セントレアエクステンドシナリオ1に登場。10:30発のダイヤが組まれている。 |
| 246    | 新千歳-名古屋         | A320-200  | ぼくは航空管制官4セントレアエクステンドシナリオ1に登場。16:40着のダイヤが組まれている。 |
| 2445   | 名古屋-台北/桃園      | 787-8     | ぼくは航空管制官4セントレアエクステンドシナリオ1に登場。16:25発のダイヤが組まれている。 |
| 234    | 成田-那覇             | 787-8     | ぼくは航空管制官4那覇に登場。10:15着のダイヤが組まれている。登録番号はJA7885。 |
| 186    | 香港-那覇             | 787-8     | ぼくは航空管制官4那覇に登場。14:25着のダイヤが組まれている。登録番号はJA78B1。 |
| 336    | 那覇-福岡那覇         | 787-8     | ぼくは航空管制官4那覇に登場。ダイヤが不明だが、ゲーム内では福岡空港閉鎖のため那覇空港に引き返す。登録番号はJA7888。 |
| 325    | 那覇-福岡             | 737-800   | ぼくは航空管制官4那覇に登場。12:10発のダイヤが組まれている。登録番号はJA7381。 |
| 256    | 成田-新千歳           | 737-800   | ぼくは航空管制官4新千歳に登場。10:15着のダイヤが組まれている。登録記号はJA7386。 |
| 2630   | ホノルル-新千歳       | 787-8     | ぼくは航空管制官4新千歳に登場。19:20着のダイヤが組まれている。登録記号はJA7881。この機体は珍しく橙色の塗装となっている。 |
| 2628   | 羽田-新千歳           | 787-8     | ぼくは航空管制官4新千歳に登場。13:10着のダイヤが組まれている。登録記号はJA7386。この機体は珍しく橙色の塗装となっている。 |
| 326    | 羽田-伊丹             | 737-800   | ぼくは航空管制官4伊丹に登場。9:10着のダイヤが組まれている。登録記号はJA7382。便名が過去の作品（東京ビッグウィングA）と重複している。                                                                                         |
| 224    | 羽田-伊丹             | 737-800   | ぼくは航空管制官4伊丹に登場。20:50着のダイヤが組まれている。登録記号はJA7381。 |
| 327    | 伊丹-羽田             | 737-800   | ぼくは航空管制官4伊丹に登場。ストーリー上は同じ便のはずだが、ステージ7では15:35発、ステージ8では15:10発のダイヤが組まれている。登録記号はどちらもJA7382。                                                                    |
| 2042   | シドニー-羽田         | 747-400   | ぼくは航空管制官4羽田2エクステンドシナリオ2に登場。02:40着のダイヤが組まれている。 |
| 2035   | 羽田-サンフランシスコ | 747-400   | ぼくは航空管制官4羽田2エクステンドシナリオ2に登場。17:01発のダイヤが組まれている。 |
| 2194   | ミネアポリス-羽田     | 747-400   | ぼくは航空管制官4羽田2エクステンドシナリオ2に登場。14:30着のダイヤが組まれている。 |
| 265    | 仙台-名古屋           | 787-8     | ぼくは航空管制官4仙台に登場。19:00発のダイヤが組まれている。この機体は珍しく橙色の塗装となっている。 |
| 266    | 不明-仙台             | 787-8     | ぼくは航空管制官4仙台に登場。14:10着のダイヤが組まれている。登録記号はJA788S。到着便として登場するが出発空港が設定されていない。                                                                                             |
| 2688   | 北京-仙台             | 787-8     | ぼくは航空管制官4仙台に登場。14:35着のダイヤが組まれている。この機体は珍しく橙色の塗装となっている。 |
| 264    | 名古屋-仙台           | 787-8     | ぼくは航空管制官4仙台に登場。16:35着のダイヤが組まれている。この機体は珍しく橙色の塗装となっている。 |
| 2408   | 仁川-那覇             | 787-8     | ぼくは航空管制官4那覇エクステンドシナリオ1に登場。15:10着のダイヤが組まれている。 |
| 249    | 那覇-石垣             | 737-800   | ぼくは航空管制官4那覇エクステンドシナリオ1に登場。石垣空港への台風接近に伴い欠航となり、最終的に移動のみで出発はしない。 |
| 8726   | 台北/桃園-成田        | B747-800F | ぼくは航空管制官4成田に登場。10:20着のダイヤが組まれている。 |
| 2719   | 成田-ウィーン         | 787-8     | ぼくは航空管制官4成田に登場。10:10発のダイヤが組まれている。 |
| 8773   | 成田-香港             | B747-800F | ぼくは航空管制官4成田に登場。11:30発のダイヤが組まれている。登録記号はJA74BJ。 |
| 3232   | 仁川-成田             | 737-800   | ぼくは航空管制官4成田に登場。15:15着のダイヤが組まれている。 |
| 2923   | 成田-イスタンブール   | 787-8     | ぼくは航空管制官4成田に登場。16:00発のダイヤが組まれている。 |
| 3224   | グアム-成田           | 737-800   | ぼくは航空管制官4成田に登場。16:20着のダイヤが組まれている。 |
| 3233   | 成田-仁川             | 737-800   | ぼくは航空管制官4成田に登場。18:30発のダイヤが組まれている。 |
| 3983   | 成田-シドニー         | 787-8     | ぼくは航空管制官4成田に登場。07:25発のダイヤが組まれている。登録記号はJA788C。 |
| 2720   | ウィーン-成田         | 787-8     | ぼくは航空管制官4成田エクステンドシナリオ1に登場。15:15着のダイヤが組まれている。 |
| 2910   | ホノルル-成田         | 787-8     | ぼくは航空管制官4成田エクステンドシナリオ1に登場。15:35着のダイヤが組まれている。 |
| 2912   | ダラス-成田           | 787-8     | ぼくは航空管制官4成田エクステンドシナリオ1に登場。08:30着のダイヤが組まれている。 |
| 1688   | 成田-新千歳成田       | 737-800   | ぼくは航空管制官4成田エクステンドシナリオ1に登場。新千歳空港大雪に伴い引き返しており、成田国際空港へは19:15着の飛行計画が組まれている。                                                                                      |
| 2984   | 不明-成田             | 787       | ぼくは航空管制官4成田エクステンドシナリオ2に登場。08:15着のダイヤが組まれている。登録記号はJA788V。到着便として登場するが出発空港が設定されていない。                                                                        |

#### AirShop
ゲーム中でテクノブレインのオンラインショップであるAirShopの商品を運送する架空の航空会社AirShop（えあしょっぷ）が登場する。AirShopはコールサインでもある。また航空会社コードはASPである。ただし、ぼくは航空管制官4以降は貨物機だけではなく旅客機も使用している。
| 便番号                  | 就航区間（発-着）               | 機種     | 備考 |
| ----------------------- | ------------------------------- | -------- | --- |
| 22                      | 新千歳-仙台                     | 747-400F | 新千歳スノーイングデイのAirShopステージに登場。11:05発のダイヤが組まれている。 |
| 3                       | 新千歳-羽田                     | 747-400F | 新千歳スノーイングデイのAirShopステージに登場。11:06発のダイヤが組まれている。 |
| 569                     | 新千歳-名古屋                   | 747-400F | 新千歳スノーイングデイのAirShopステージに登場。11:12発のダイヤが組まれている。 |
| 720                     | 新千歳-関空                     | 747-400F | 新千歳スノーイングデイのAirShopステージに登場。11:25発のダイヤが組まれている。 |
| 92                      | 新千歳-福岡                     | 747-400F | 新千歳スノーイングデイのAirShopステージに登場。11:34発のダイヤが組まれている。 |
| AIRSHOP1                | 新千歳-沖ノ鳥島                 | F-15J    | 新千歳スノーイングデイのAirShopステージに登場。11:40発のダイヤが組まれている。 |
| 75                      | 新千歳-京都                     | 747-400F | 新千歳スノーイングデイのAirShopステージに登場。11:41発のダイヤが組まれている。 |
| AIRSHOP2                | 新千歳-鈴木さん宅               | F-15J    | 新千歳スノーイングデイのAirShopステージに登場。11:43発のダイヤが組まれている。 |
| AIRSHOP3                | 新千歳-ジョージ・ワシントン     | F-15J    | 新千歳スノーイングデイのAirShopステージに登場。11:46発のダイヤが組まれている。 |
| AIRSHOP4                | 新千歳-高橋さん宅               | F-15J    | 新千歳スノーイングデイのAirShopステージに登場。11:49発のダイヤが組まれている。 |
| AIRSHOP5                | 新千歳-バミューダトライアングル | F-15J    | 新千歳スノーイングデイのAirShopステージに登場。11:52発のダイヤが組まれている。 |
| AIRSHOP6                | 新千歳-南極 昭和基地            | F-15J    | 新千歳スノーイングデイのAirShopステージに登場。11:54発のダイヤが組まれている。 |
| AIRSHOP7                | 新千歳-JAXA きぼう              | F-15J    | 新千歳スノーイングデイのAirShopステージに登場。11:56発のダイヤが組まれている。Airshopが運行する機材は白と青の2色を基調としているが、この機体は青を基調とした迷彩柄となっている。 |
| 250                     | ホノルル-羽田                   | 747-400  | ぼくは航空管制官4羽田のAirShopステージに登場。09:50着のダイヤが組まれている。ぼくは航空管制官2の3Dモデルで登場する。 |
| 250A 250B 250C 250D 250 | 羽田-京都                       | 747-400  | ぼくは航空管制官4羽田のAirShopステージに登場。10:27発のダイヤが組まれている。ぼくは航空管制官2の3Dモデルで登場する。 京都行きと表示されているが、実際は東京国際空港を「移動販売」と称して走り回った後に離陸する。ストリップは表示されるがプレイヤーが管制することはできない。 便番号はスポットイン毎に下記のように変更される。 - 250A便：スポット406番（貨物エリア）→スポット60番（第2ターミナル北側） - 250B便：スポット60番→スポット71番（第2ターミナル南側） - 250C便：スポット71番→スポット16番（第1ターミナル北ウィング） - 250D便：スポット16番→スポット3番（第1ターミナル南ウィング） - 250便：スポット3番→京都（RWY34Rより離陸） |
| 500                     | シアトル-羽田                   | 787-8    | ぼくは航空管制官4羽田のAirShopステージに登場。11:00着のダイヤが組まれている。 |

#### その他テクノエア系航空会社
作品によってはテクノエア以外の航空会社が登場し、飛行船やプライベート機を運航する。またぼくは航空管制官4成田では複数の会社が海外の航空会社として登場し、本作に登場しない航空会社の代用として就航している。
| 会社名またはコールサイン    | 航空会社コード | 登場作品 | 機材の特徴 |
| --------------------------- | -------------- | --- | --- |
| Technobrain Airship Service | TAS            | 関空ブライトリーパス | テクノエアの機体を描かれた飛行船を所有している。 |
| テクノエアサーブ            |                | 大阪パラレルコンタクト | グランドハンドリング業務を行っており、トーイングカーを用いて空港内での機材移動を行う。 |
|                             | （TBH）        | 香港カイタックエアポート | テクノエアの機体の色違いで濃い緑色のカラーをしており、赤字で「HONG KONG」と記載されている。 |
| テクノプライベーター        | （TPV）        | ぼくは航空管制官4羽田2 ぼくは航空管制官4セントレア ぼくは航空管制官4羽田2エクステンドシナリオ1 ぼくは航空管制官4セントレアエクステンドシナリオ1 ぼくは航空管制官4新千歳 ぼくは航空管制官4羽田2エクステンドシナリオ2 ぼくは航空管制官4仙台 | ビジネスジェットなどの自家用飛行機を所有している。 |
| テクノエア・ギガント        | GGT            | ぼくは航空管制官4セントレア | コールサインは「ギガント」。 中部国際空港に飛来するボーイング747LCF ドリームリフターをゲーム中で「テクノキャリア」という愛称で保有する。塗装は現実のドリームリフターに即しており機体側面のロゴは「TECHNO CARRIER」となっている。 なお発売当時に実際にドリームリフターを運航していたのはアトラス航空。 |
| テクノグランドサービス      |                | ぼくは航空管制官4セントレア ぼくは航空管制官4羽田2エクステンドシナリオ1 | テクノエアサーブ同様グランドハンドリング業務を行っており、トーイングカーを用いて空港内での機材移動を行う。 |
| テクノバス観光              | TBT            | ぼくは航空管制官4セントレア | 三菱ふそう・エアロエースに似た緑色のバスを使い、テクノキャリアを見学するツアーを行う。 |
| テクノチェッカー            | TCK            | ぼくは航空管制官4羽田2エクステンドシナリオ1 | テクノエア機を用いてフライトチェックを行う。 |
| テクノアビエーション        | （TAV）        | ぼくは航空管制官4仙台 | 小型飛行機を使用して遊覧飛行を行っている。 |
| テクノノースアジア          | TNT            | ぼくは航空管制官4成田 ぼくは航空管制官4成田エクステンドシナリオ2 | 英語表記は「TECHNOBRAIN AIRLINES NORTH ASIA」。ロシア方面とのの路線を運航している。 胴体は白色、垂直尾翼は水色を基調としており、波のような模様が特徴。 |
| テクノノースアメリカ        | TNO            | ぼくは航空管制官4成田 ぼくは航空管制官4成田エクステンドシナリオ1 | 英語表記は「TECHNO NOATHAMERICA」。アメリカやカナダなど、北米方面との路線を運航している。 テクノエアの747-400と同様の塗装で、社名表記のみが変更されている。 |
| テクノヨーロッパ            | TEU            | ぼくは航空管制官4成田 | 英語表記は「TECHNO EUROPE」。ヨーロッパ方面との路線を運航している。 白色を基調とし、ベージュのような色のラインが引かれた塗装をしている。 |
| テクノサウスイースト        | TSA            | ぼくは航空管制官4成田 ぼくは航空管制官4成田エクステンドシナリオ1 | 英語表記は「techno south east」。東南アジア方面との路線を運航している。 塗装は白を基調とし、垂直尾翼や胴体の窓に沿って四角形を組み合わせたような模様が配置されている。 |
| テクノイーストアジア        | TBE            | ぼくは航空管制官4成田 | 英語表記は「Techno EastAsia」。中国、韓国といった東アジア方面との路線を運航している。 胴体前中部は白色に紺色の細帯が引かれ、尾部は濃淡灰色・黄色・橙色の4色で彩られている。 |
| テクノアフリカ              | TBR            | ぼくは航空管制官4成田 ぼくは航空管制官4成田エクステンドシナリオ2 | 英語表記は「TECHNO AFRICA」。アフリカ方面との路線を運航している。 胴体後部から尾翼にかけてシマウマのような模様が描かれていることが特徴。 |
| テクノサウス                | TBS            | ぼくは航空管制官4成田 ぼくは航空管制官4成田エクステンドシナリオ1 | 機体には航空会社コードのTBSのみが記されている。インドなどの中央アジア方面との路線を運航している。 胴体全体にかけて赤色・桃色・橙色の3本の帯が波を描いている塗装を使用している。 |
| テクノウエストアジア        | TBW            | ぼくは航空管制官4成田 ぼくは航空管制官4成田エクステンドシナリオ1 ぼくは航空管制官4成田エクステンドシナリオ2 | 機体には航空会社コードのTBWのみが記されている。中東方面との路線を運航している。 アラビア文字のような模様が胴体に描かれており、垂直尾翼は茶色で、エンジンカバーは黄色で塗装されている。 |

| 航空会社 | 便番号 | 就航区間（発-着）                | 機種             | 備考 |
| -------- | ------ | -------------------------------- | ---------------- | --- |
| TAS      |        |                                  | ツェッペリンNT   | 関西ブライトリーパスに登場。18:08着の飛行計画が組まれている。左舷にはテクノエアのA300、右舷には同社の747が描かれている。登録記号はJA02TA。             |
| TBH      |        |                                  | 777-300          | 香港カイタックエアポートのオープニングに登場。ゲームのステージには登場しない。                                                                         |
| TPV      |        | マニラ-羽田                      | 525 Citation Jet | ぼくは航空管制官4羽田2に登場。12:34着の飛行計画が組まれている。登録記号はJA136R。赤色と黒色を基調とした塗装をしている。                                |
| TPV      |        | 羽田-マニラ                      | Gulfstream 5     | ぼくは航空管制官4羽田2に登場。12:55発の飛行計画が組まれている。登録記号はJA548R。橙色と黄色を基調とした塗装をしている。                                |
| TPV      |        | ホノルル-羽田                    | Gulfstream 5     | ぼくは航空管制官4羽田2に登場。13:32着の飛行計画が組まれている。登録記号はJA126N。紫色を基調とした塗装をしている。                                      |
| TPV      |        | 山形-羽田                        | 525 Citation Jet | ぼくは航空管制官4羽田2に登場。13:27着の飛行計画が組まれている。登録記号はJA8430。黄色と黒色を基調とした塗装をしている。                                |
| TPV      |        | コナ-羽田                        | Gulfstream 5     | ぼくは航空管制官4羽田2に登場。21:52着の飛行計画が組まれている。登録記号はJA687N。橙色と黄色を基調とした塗装をしている。                                |
| TPV      |        | 北京-羽田                        | Gulfstream 5     | ぼくは航空管制官4羽田2に登場。22:04着の飛行計画が組まれている。登録記号はJA415B。紫色を基調とした塗装をしている。                                      |
| TPV      |        | ホノルル-羽田                    | Gulfstream 5     | ぼくは航空管制官4羽田2に登場。18:45着の飛行計画が組まれている。登録記号はJA973N。橙色と黄色を基調とした塗装をしている。                                |
| TPV      |        | コナ-羽田                        | Gulfstream 5     | ぼくは航空管制官4羽田2に登場。06:55着の飛行計画が組まれている。登録記号はJA963N。橙色と黄色を基調とした塗装をしている。                                |
| TPV      |        | 羽田-関西                        | 525 Citation Jet | ぼくは航空管制官4羽田2に登場。07:05発の飛行計画が組まれている。登録記号はJA4471。赤色と黒色を基調とした塗装をしている。                                |
| TPV      |        | 関西-羽田                        | 525 Citation Jet | ぼくは航空管制官4羽田2に登場。07:05着の飛行計画が組まれている。登録記号はJA6534。黄色と黒色を基調とした塗装をしている。                                |
| TPV      |        | 羽田-コナ                        | Gulfstream 5     | ぼくは航空管制官4羽田2に登場。23:11発の飛行計画が組まれている。登録記号はJA628N。紫色を基調とした塗装をしている。                                      |
| GGT      | 8468   | ペインフィールド-名古屋          | 747 LCF          | ぼくは航空管制官4セントレアに登場。14:50着の飛行計画が組まれている。                                                                                   |
| GGT      | 8045   | 名古屋-ペインフィールド          | 747 LCF          | ぼくは航空管制官4セントレアに登場。08:20発の飛行計画が組まれている。                                                                                   |
| TPV      |        | 名古屋-北京                      | Gulfstream 5     | ぼくは航空管制官4セントレアに登場。12:08発の飛行計画が組まれている。登録記号はJA526B。紫色を基調とした塗装をしている。                                 |
| GGT      | 8324   | ペインフィールド-名古屋          | 747 LCF          | ぼくは航空管制官4セントレアに登場。12:36着の飛行計画が組まれている。                                                                                   |
| GGT      | 8624   | ペインフィールド-名古屋          | 747 LCF          | ぼくは航空管制官4セントレア、ぼくは航空管制官4セントレアエクステンドシナリオ1に登場。15:31着、10:15着の飛行計画が組まれている。                        |
| TBT      |        |                                  | BUS_TBT          | ぼくは航空管制官4セントレアに登場。15:12からツアーを開始する計画が組まれている。航空便ではないが、ストリップが表示され管制ができるため便宜上記載する。 |
| TPV      |        | 岡山-名古屋                      | 525 Citation Jet | ぼくは航空管制官4セントレアに登場。11:45着の飛行計画が組まれている。登録記号はJA5529。赤色と黒色を基調とした塗装をしている。                           |
| TPV      |        | ホノルル-名古屋                  | Gulfstream 5     | ぼくは航空管制官4セントレアに登場。18:45着の飛行計画が組まれている。登録記号はJA265N。橙色と黄色を基調とした塗装をしている。                           |
| GGT      | 8624   | ローパス飛行                     | 747 LCF          | ぼくは航空管制官4セントレアに登場。見学ツアーの一環で16:00よりローパス飛行開始の計画が組まれている。                                                   |
| TBT      |        |                                  | BUS_TBT          | ぼくは航空管制官4セントレアに登場。16:40にツアーを終了する計画が組まれている。航空便ではないが、ストリップが表示され管制ができるため便宜上記載する。   |
| TCK      | 06     | RWY16Rアプローチシミュレーション | 787-8            | ぼくは航空管制官4羽田2エクステンドシナリオ1に登場。13:03よりシミュレーションを行う計画が組まれている。                                                 |
| TCK      | 05     | RWY16Lアプローチシミュレーション | 787-8            | ぼくは航空管制官4羽田2エクステンドシナリオ1に登場。13:07よりシミュレーションを行う計画が組まれている。                                                 |
| TPV      |        | 羽田-上海/浦東                   | Gulfstream 5     | ぼくは航空管制官4羽田2エクステンドシナリオ1に登場。07:24発の飛行計画が組まれている。登録記号はJA536B。橙色と黄色を基調とした塗装をしている。           |
| TPV      |        | 香港-羽田                        | Gulfstream 5     | ぼくは航空管制官4羽田2エクステンドシナリオ1に登場。08:00着の飛行計画が組まれている。登録記号はJA658B。紫色を基調とした塗装をしている。                 |
| TPV      |        | 羽田-北京                        | Gulfstream 5     | ぼくは航空管制官4羽田2エクステンドシナリオ1に登場。07:41発の飛行計画が組まれている。登録記号はJA712B。紫色を基調とした塗装をしている。                 |
| GGT      | 8091   | 名古屋-ペインフィールド          | 747 LCF          | ぼくは航空管制官4セントレアエクステンドシナリオ1に登場。14:16発、16:00発の飛行計画が組まれている。                                                     |
| TPV      |        | 仙台-名古屋                      | 525 Citation Jet | ぼくは航空管制官4セントレアエクステンドシナリオ1に登場。14:43着の飛行計画が組まれている。登録記号はJA7061。赤色と黒色を基調とした塗装をしている。      |
| TPV      |        | 新千歳-羽田                      | 525 Citation Jet | ぼくは航空管制官4新千歳に登場。11:15発の飛行計画が組まれている。登録記号はJA1419。赤色と黒色を基調とした塗装をしている。                               |
| TPV      |        | ホノルル-羽田                    | Gulfstream 5     | ぼくは航空管制官4羽田2エクステンドシナリオ2に登場。14:10着の飛行計画が組まれている。登録記号はJA129P。紫色を基調とした塗装をしている。                 |
| TPV      |        | 新千歳-羽田                      | 525 Citation Jet | ぼくは航空管制官4羽田2エクステンドシナリオ2に登場。14:45着の飛行計画が組まれている。登録記号はJA756D。赤色と黒色を基調とした塗装をしている。           |
| TPV      |        | 仙台市（遊覧）-仙台              | 172 Skyhawk      | ぼくは航空管制官4仙台に登場。13:00着の飛行計画が組まれている。登録記号はJA452B。黄色を基調に赤色の細帯が入った塗装をしている。                         |
| TPV      |        | 仙台-新潟                        | 58 Baron         | ぼくは航空管制官4仙台に登場。12:19発の飛行計画が組まれている。登録記号はJA097G。赤色と黒色を基調とした塗装をしている。                                 |
| TAV      |        | 仙台-松島（遊覧）                | 172 Skyhawk      | ぼくは航空管制官4仙台に登場。09:52発の飛行計画が組まれている。登録記号はJA353V。                                                                       |
| TPV      |        | 山形-仙台                        | 172 Skyhawk      | ぼくは航空管制官4仙台に登場。17:27着、16:24着の飛行計画が組まれている。登録記号はJA733B。黄色を基調に赤色の細帯が入った塗装をしている。                |
| TPV      |        | 仙台-新潟                        | 58 Baron         | ぼくは航空管制官4仙台に登場。17:11発の飛行計画が組まれている。登録記号はJA315G。赤色と黒色を基調とした塗装をしている。                                 |
| TPV      |        | 福島-仙台                        | 58 Baron         | ぼくは航空管制官4仙台に登場。10:20着の飛行計画が組まれている。登録記号はJA936G。赤色と黒色を基調とした塗装をしている。                                 |
| TAV      |        | 仙台市（遊覧）-仙台              | 172 Skyhawk      | ぼくは航空管制官4仙台に登場。10:35着の飛行計画が組まれている。登録記号はJA216B。                                                                       |
| TAV      |        | 仙台-松島（遊覧）                | 172 Skyhawk      | ぼくは航空管制官4仙台に登場。10:27発の飛行計画が組まれている。登録記号はJA213V。                                                                       |
| TPV      |        |                                  | 525 Citation Jet | ぼくは航空管制官4仙台に登場。移動のみで出発はしない。赤色と黒色を基調とした塗装をしている。                                                            |
| TAV      |        | 仙台-松島（遊覧）                | 172 Skyhawk      | ぼくは航空管制官4仙台に登場。15:13発の飛行計画が組まれている。登録記号はJA454V。                                                                       |
| TPV      |        | 仙台-山形                        | 525 Citation Jet | ぼくは航空管制官4仙台に登場。15:23発の飛行計画が組まれている。登録記号はJA730D。赤色と黒色を基調とした塗装をしている。                                 |
| TPV      |        | 仙台-福岡                        | 525 Citation Jet | ぼくは航空管制官4仙台に登場。19:05発の飛行計画が組まれている。登録記号はJA326D。赤色と黒色を基調とした塗装をしている。                                 |
| TPV      |        | 福島-仙台                        | 58 Baron         | ぼくは航空管制官4仙台に登場。19:20着の飛行計画が組まれている。登録記号はJA005G。赤色と黒色を基調とした塗装をしている。                                 |
| TPV      |        | 仙台-広島                        | 525 Citation Jet | ぼくは航空管制官4仙台に登場。19:35発の飛行計画が組まれている。登録記号はJA280D。赤色と黒色を基調とした塗装をしている。                                 |
| TPV      |        | 仙台-福島                        | 58 Baron         | ぼくは航空管制官4仙台に登場。11:01発の飛行計画が組まれている。登録記号はJA097G。赤色と黒色を基調とした塗装をしている。                                 |
| TPV      |        | 仙台-新潟                        | 58 Baron         | ぼくは航空管制官4仙台に登場。11:11発の飛行計画が組まれている。登録記号はJA023G。赤色と黒色を基調とした塗装をしている。                                 |
| TAV      |        | 仙台-仙台市（遊覧）              | 172 Skyhawk      | ぼくは航空管制官4仙台に登場。11:15発の飛行計画が組まれている。登録記号はJA652V。                                                                       |
| TAV      |        | 仙台-松島（遊覧）                | 172 Skyhawk      | ぼくは航空管制官4仙台に登場。14:20発の飛行計画が組まれている。登録記号はJA652V。                                                                       |
| TPV      |        | 仙台-福島                        | 58 Baron         | ぼくは航空管制官4仙台に登場。14:28発の飛行計画が組まれている。登録記号はJA315G。赤色と黒色を基調とした塗装をしている。                                 |
| TPV      |        | 仙台-新潟                        | 58 Baron         | ぼくは航空管制官4仙台に登場。16:20発の飛行計画が組まれている。登録記号はJA315G。赤色と黒色を基調とした塗装をしている。                                 |
| TAV      |        | 仙台-仙台市（遊覧）              | 172 Skyhawk      | ぼくは航空管制官4仙台に登場。18:16発の飛行計画が組まれている。登録記号はJA353V。                                                                       |
| TPV      |        | 仙台-新潟                        | 58 Baron         | ぼくは航空管制官4仙台に登場。18:23発の飛行計画が組まれている。登録記号はJA057G。赤色と黒色を基調とした塗装をしている。                                 |
| TNT      | 6123   | 成田-ウラジオストク              | A320-200         | ぼくは航空管制官4成田に登場。12:20発のダイヤが組まれている。                                                                                           |
| TNO      | 62     | ホノルル-成田                    | 747-400          | ぼくは航空管制官4成田に登場。13:30着のダイヤが組まれている。                                                                                           |
| TEU      | 706    | パリ-成田                        | A350-900         | ぼくは航空管制官4成田に登場。09:20着のダイヤが組まれている。                                                                                           |
| TSA      |        |                                  | A330-200         | ぼくは航空管制官4成田に登場。移動のみで出発はしない。                                                                                                  |
| TBE      | 621    | 成田-釜山                        | A330-300         | ぼくは航空管制官4成田に登場。09:25発のダイヤが組まれている。                                                                                           |
| TBR      |        |                                  | 777-300ER        | ぼくは航空管制官4成田に登場。移動のみで出発はしない。                                                                                                  |
| TBS      | 1407   | 成田-マニラ                      | A350-900         | ぼくは航空管制官4成田に登場。09:55発のダイヤが組まれている。                                                                                           |
| TBW      | 2110   | ドバイ-成田                      | 787-8            | ぼくは航空管制官4成田に登場。10:45着のダイヤが組まれている。登録記号はA7-78TG。                                                                        |
| TNT      | 6127   | 成田-ウラジオストク              | A320-200         | ぼくは航空管制官4成田に登場。21:00発のダイヤが組まれている。                                                                                           |
| TBR      | 604    | カイロ-成田                      | 777-300ER        | ぼくは航空管制官4成田に登場。21:30着のダイヤが組まれている。                                                                                           |
| TBW      | 2105   | 成田-ドバイ                      | 787-8            | ぼくは航空管制官4成田に登場。21:20発のダイヤが組まれている。                                                                                           |
| TNO      | 74     | トロント-成田                    | 747-400          | ぼくは航空管制官4成田に登場。21:45着のダイヤが組まれている。                                                                                           |
| TNO      | 98     | モントリオール-成田              | 747-400          | ぼくは航空管制官4成田に登場。11:25着のダイヤが組まれている。                                                                                           |
| TBR      | 609    | カイロ-成田                      | 777-300ER        | ぼくは航空管制官4成田に登場。11:05発のダイヤが組まれている。                                                                                           |
| TEU      | 720    | アムステルダム-成田              | A350-900         | ぼくは航空管制官4成田に登場。11:25着のダイヤが組まれている。                                                                                           |
| TSA      | 380    | ハノイ-成田                      | A330-200         | ぼくは航空管制官4成田に登場。11:40着のダイヤが組まれている。登録記号はVN-33S7。                                                                        |
| TBE      | 575    | 成田-成都                        | A330-300         | ぼくは航空管制官4成田に登場。11:20発のダイヤが組まれている。                                                                                           |
| TBW      | 3154   | 不明-関西成田                    | 787-8            | ぼくは航空管制官4成田に登場。関西国際空港からのダイバート便で、成田国際空港へは15:15着の飛行計画が組まれている。出発空港は不明。登録記号はA7-78TP。    |
| TEU      | 242    | 不明-関西成田                    | A350-900         | ぼくは航空管制官4成田に登場。関西国際空港からのダイバート便で、成田国際空港へは15:10着の飛行計画が組まれている。出発空港は不明。                       |
| TNO      | 316    | 不明-関西成田                    | 747-400          | ぼくは航空管制官4成田に登場。関西国際空港からのダイバート便で、成田国際空港へは15:10着の飛行計画が組まれている。出発空港は不明。                       |
| TBS      | 1446   | デリー-成田                      | A350-900         | ぼくは航空管制官4成田に登場。16:30着のダイヤが組まれている。登録記号はVT-35BG。                                                                        |
| TBW      | 2098   | ドーハ-成田                      | 787-8            | ぼくは航空管制官4成田に登場。16:30着のダイヤが組まれている。登録記号はA7-78T9。                                                                        |
| TNT      | 6125   | 成田-ウラジオストク              | A320-200         | ぼくは航空管制官4成田に登場。16:20発のダイヤが組まれている。                                                                                           |
| TBW      | 2094   | ドーハ-成田                      | 787-8            | ぼくは航空管制官4成田に登場。18:20着のダイヤが組まれている。登録記号はA7-78TB。                                                                        |
| TNT      | 6121   | 成田-ウラジオストク              | A320-200         | ぼくは航空管制官4成田に登場。18:10発のダイヤが組まれている。                                                                                           |
| TBR      | 602    | カイロ-成田                      | 777-300ER        | ぼくは航空管制官4成田に登場。18:40着のダイヤが組まれている。                                                                                           |
| TNO      |        |                                  | 747-400          | ぼくは航空管制官4成田エクステンドシナリオ1に登場。移動のみで出発はしない。                                                                             |
| TSA      |        |                                  | A330-200         | ぼくは航空管制官4成田エクステンドシナリオ1に登場。移動のみで出発はしない。                                                                             |
| TBW      |        |                                  | 787-8            | ぼくは航空管制官4成田エクステンドシナリオ1に登場。移動のみで出発はしない。登録記号はA7-78T5。                                                          |
| TBS      |        |                                  | A350-900         | ぼくは航空管制官4成田エクステンドシナリオ1に登場。移動のみで出発はしない。                                                                             |
| TBR      |        |                                  | 777-300ER        | ぼくは航空管制官4成田エクステンドシナリオ2に登場。移動のみで出発はしない。                                                                             |
| TBW      |        |                                  | 787-8            | ぼくは航空管制官4成田エクステンドシナリオ2に登場。移動のみで出発はしない。                                                                             |
| TNT      |        |                                  | A320-200         | ぼくは航空管制官4成田エクステンドシナリオ2に登場。移動のみで出発はしない。                                                                             |

### ユーザー特典の先行予約販売
ユーザー登録者のみを対象として行なわれている販売形態で、一般発売の概ね1ヶ月前にはユーザーへ先行予約の通知メールが届く。メール内で指定されたアドレスから申し込みすると、一般発売の1週間程度前にはユーザーの手元に届くというもの。このため、ユーザー登録者は一般発売前に無理なく全ステージをクリアすることも可能である。メーカー公認のフライングゲットといえる事例であり、ユーザー登録者への特典としてのみならず、不正コピー防止策としての側面もある。